# شبه التباين
لقياس مخاطر الجانب السلبي، راجع التباين في الإحصاء المكاني، يتم وصف شبه التباين التجريبي بنصف التباين{\displaystyle \gamma (h)={\dfrac {1}{2n(h)}}\sum _{i=1}^{n(h)}[z(x_{i}+h)-z(x_{i})]^{2}}، حيث z هي قيمة السمة
حيث z هو مسند في موقع معين، هي المسافة بين البيانات المطلوبة، وهو عدد البيانات المقترنة على مسافة. نصف التباين هو نصف تباين الزيادات {\displaystyle z(x_{i}+h)-z(x_{i})}، ولكن التباين الكامل لقيم z عند مسافة فصل معينة ( باشماير وباكيز، 2008).
تُعرف قطعة شبه التباين مقابل المسافات بين البيانات المرتبة في الرسم البياني باسم شبه مخطط بدلاً من فاروغرام. العديد من المؤلفين يسمونه {\displaystyle 2{\hat {\gamma }}(h)} فاروغرام يستخدم البعض الآخر المصطلحين فاروغرام وشبه مخطط بشكل مترادف. ومع ذلك، فإن باشماير وباكيز (2008)، الذين ناقشوا هذا الالتباس، أظهروا انه يجب أن يسمى{\displaystyle {\hat {\gamma }}(h)} فاروغرام ولذلك يجب تجنب المصطلحات مثل شبه المخطط أو شبه التباين.

## روابط خارجية
- Shine، JA، Wakefield، GI: مقارنة بين تصنيف الصور الخاضعة للإشراف باستخدام مجموعات التدريب المختارة من قبل المحلل والمختارة جغرافيًا إحصائيًا، 1999 ، https://web.archive.org/web/20020424165227/http://www.geovista.psu .edu / sites / geocomp99 / Gc99 / 044 / gc_044.htm